# Atrichopogon flavihalteratus
Atrichopogon flavihalteratus är en tvåvingeart som beskrevs av Santos Abreu 1918. Atrichopogon flavihalteratus ingår i släktet Atrichopogon och familjen svidknott.
Artens utbredningsområde är Kanarieöarna. Inga underarter finns listade i Catalogue of Life.